# Dighton (Massachusetts)
Dighton város az USA Massachusetts államában, Bristol megyében. Lakosainak száma 8101 fő (2020. április 1.).

## Népesség
A település népességének változása:

| 2010 | 7 086 |
| 2020 | 8 101 |